# Jitotol
Jitotol é um município do estado do Chiapas, no México. A população do município calculada no censo 2005 era de 15.005 habitantes.